# Sant Tomàs de Riudeperes

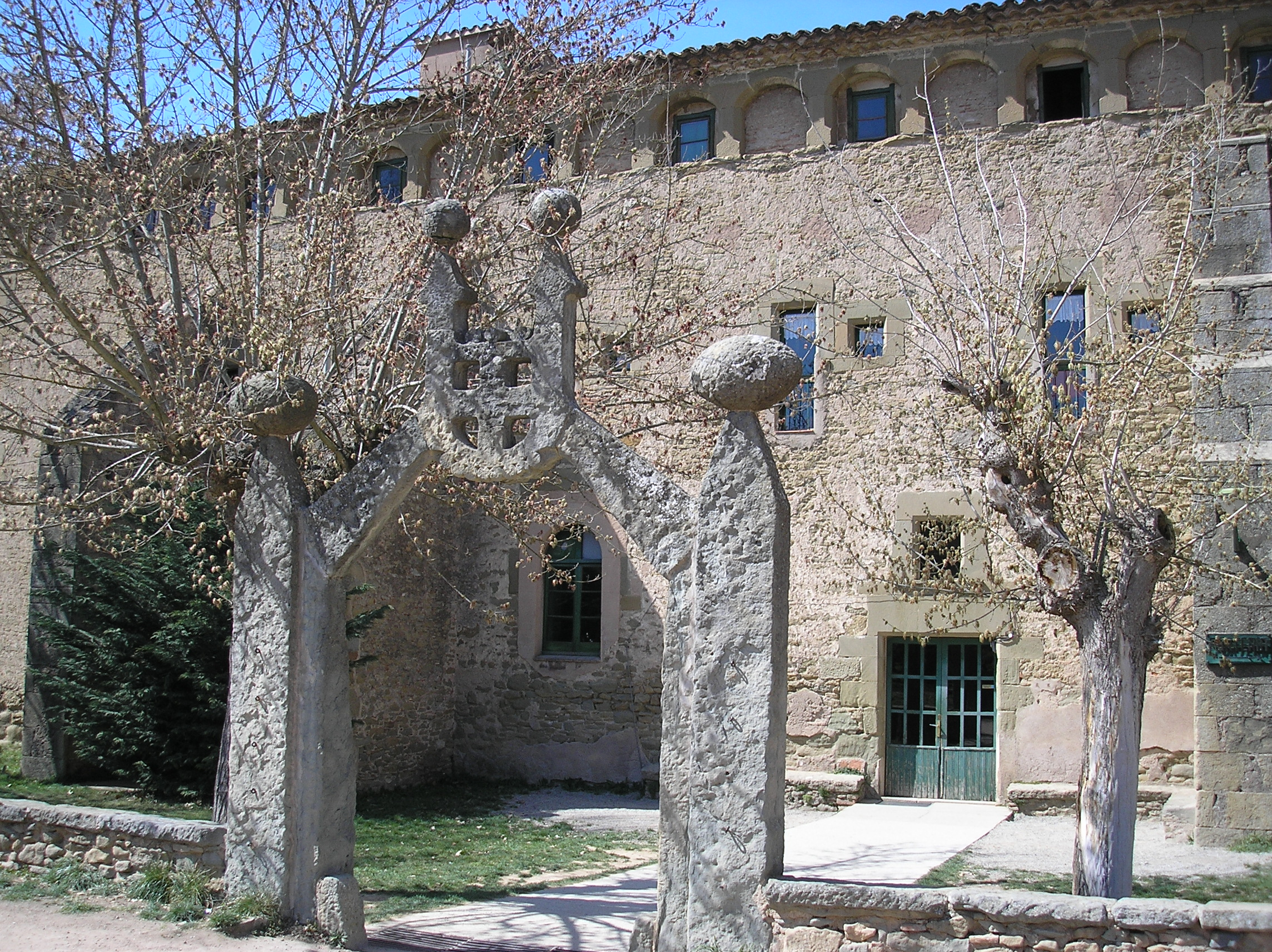
Portal exterior del convent de Sant Tomàs de Riudeperes.

Sant Tomàs és un convent franciscà a uns quatre quilòmetres al nord-est de la ciutat de Vic, aïllat al suau pendent dels turons de la parròquia de Sant Julià de Vilatorta, bé que en el districte municipal de Riudeperes. El setembre de 2019 va ser declarat Bé Cultural d'Interès Nacional, en la categoria de Monument Històric.

## Arquitectura

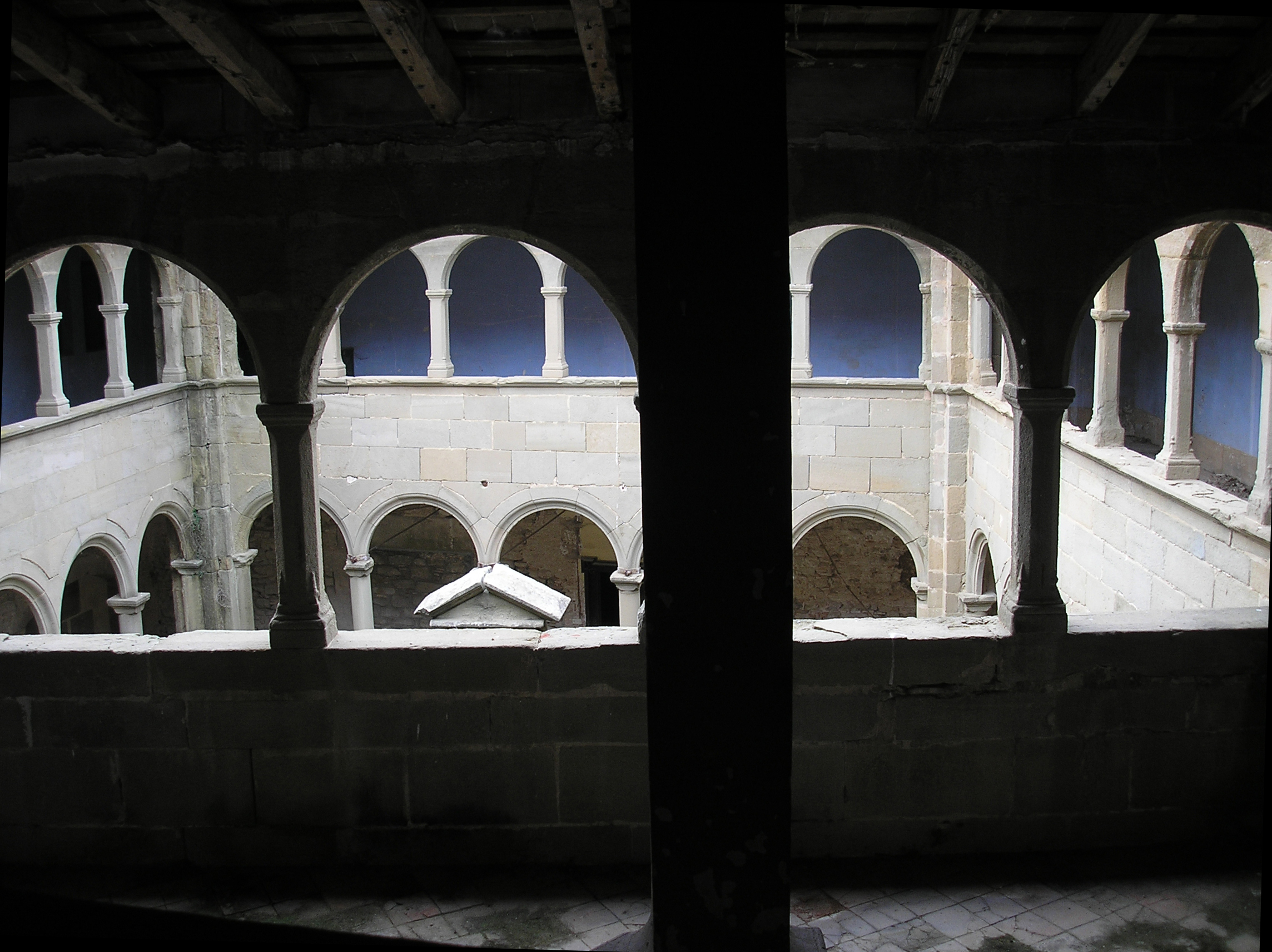
Vista del claustre del convent de Sant Tomàs de Riudeperes.

El temple, orientat en sentit est-oest, fou originalment romànic; tanmateix hi han deixat profunda petja tots els gustos arquitectònics. La construcció primerenca consisteix en una nau romànica, amb un prolongadíssim creuer amb cúpula en el punt que intersequen els dos volums. La cúpula és de secció rectangular aixamfranada per corbes en els seus quatre angles, que sota la cornisa determinen quatre llises petxines. Dels tres absis que s'obrien en el creuer subsisteix el més gran o central, destruïts els laterals. La volta tant de la nau com del creuer guarda la forma de canó de mig punt, i la separa dels murs laterals una senzilla cornisa, de manera que, si s'exceptuen els dos absis laterals, l'obra romànica subsisteix sencera i homogènia. L'època gòtica, trobant sens dubte estreta l'església, li va afegir en el costat de l'Evangeli des dels peus al creuer una nau lateral, o sigui tres capelles amb mútua comunicació, les tres de molt baixes voltes, sostingudes per nervis de pedra i claus de volta, i a més va transformar els dos absis menors en sengles capelles majors, proveïdes de voltes idèntiques a les de la nau lateral. El Renaixement al seu torn va voler també eixamplar el temple, i va afegir als peus de la nau central un cos de la mateixa amplada, privant-nos així de la porta romànica i substituint-la per una altra adornada amb dues senzilles antes amb capitells, cornisa i frontó triangular a la manera grega. En el fris de la cornisa d'aquesta porta hi havia gravada amb majúscules romanes la inscripció: Quod charitas acdificavit, gratia. Aquest additament dels peus del temple comprèn l'espaiós cor alt que en temps dels frares tenia les acostumades cadires de noguera. No li falten al paviment de l'església tombes modernes. Els tres retaules de les capelles absidals estan formats de cornises i columnetes de fusta. A la nau, al costat de l'Epístola, el claustre contigu va impedir sens dubte l'obertura d'una altra nau lateral igual a la de l'altre costat, i així l'arquitecte modern es va limitar a cavar al gruix del mur romànic dos nínxols per a sengles altars. La longitud total del temple mesura 19,32 metres; l'amplada de la nau principal 5,12, i la de la secundària, o capelles laterals, 3,93. Amb tants additaments aquesta església no és petita, però resulta baixa de sostre.
La planta del claustre descriuria un perfecte quadrat si el costat occidental no es prolongués més que els altres, i així no aguditzés l'angle que forma amb el meridional. Mesura 15 metres i alguns centímetres en les seves dues dimensions mitjanes perpendiculars, comptant sis arcs en el costat llarg i cinc en els tres restants. El formen columnes cilíndriques senzilles, capitells rudimentaris i arcs de mig punt, tot, fins i tot el mur, de pedra polida, igual que la galeria alta, la qual és encara més senzilla. El seu indefinit estil arquitectònic s'assembla al grecoromà. Al centre del pati hi ha la boca de la cisterna, renaixentista, composta d'ampit, muntants, llinda a manera de cornisa i remat triangular a manera de frontó, tot també de pedra polida. L'edifici, que compta amb dos pisos alts, envolta el claustre, però el costat oriental s'estén en línia recta cap al sud, formant una ala llarguíssima fora del quadrat. S'hi troben les millors peces de la casa, que són la sagristia, la cuina, el de profundis i el refetor, totes del mateix temps i factura, amb murs arrebossats i voltes, encara que baixes, gòtiques, amb nervis i claus de pedra, formant compartiments quadrats. El refectori fa 15,75 metres per 6,20, i conserva el seu púlpit de pedra; a l'arc de l'escaleta es veuen esculpits l'anagrama del nom de Jesús i la data 1561. L'aspecte d'aquestes peces resulta agradable i monumental, bé que xoquen les baixes voltes. A la cuina, davant de la porta, crida l'atenció una gran franja de rajoles, i sobre d'ella, també de rajoles, la imatge del Beat Salvador d'Horta. La llarguíssima ala de l'edifici només tenia un pis alt i sobre d'aquest golfes en temps dels frares; pel seu centre o eix passa un corredor dotat de cel·les a un i altre costat. A portes i finestres es nota la reminiscència del gust ogival. Totes tenen llindar, brancals i llinda de pedra amb una punta cap amunt, esculpida a la manera gòtica, i responen perfectament a la data de 1561 citada abans. La longitud d'aquest corredors és de 43,13 metres. En molts punts d'aquesta casa es veu l'escut del Bisbe Caçador, qui en feu edificar diverses parts. El 1835 adornava la sagristia una filada de llenços que representaven frares notables de la casa. A l'est de l'edifici s'estenia la gran horta voltada, que feia tres quarteres d'extensió.
La biblioteca era copiosa i escollida, i ocupava una peça voltada de vint passes de longitud, situada al primer pis del costat occidental del claustre. Els napoleònics la van destruir. El Pare Aragonés la qualifica de tresor d'impossible reposició. Tot i la prohibició fidelment observada per l'Orde de no posseir béns, el col·legi de Sant Bonaventura de Barcelona estava obligat a tenir-los; i així, mitjançant concessió pontifícia, el convent posseïa dues hisendes o masoveries, una anomenada la Novíssima, de cabuda de 53 quarteres, de les quals en cultivaven 50 en temps de la visita de Barraquer, sent de roques les tres restants; i l'altra Can Soca, situada al mateix terme de Sant Martí de Riudeperes, propera al convent, de tinguda 80 quarteres i 9 quartanes, de les quals una meitat eren de conreu i d'erms les restants. Les dues possessions tenien la seva casa de pagès corresponent, on habitaven els colons.

## Història
Segons diverses relacions d'avis recollides per Barraquer, una trentena de frares, entre els quals es comptaven com 20 estudiants teòlegs, componia la comunitat el 1835, però, segons documents, la formaven només cinc pares, sis coristes, un llec i tres donats, és a dir, 15 religiosos. Respecte de la fundació i història del present col·legi ofereixen interès els següents escrits pel seu Guardià el 1814. Al principi va albergar aquesta casa una comunitat de canonges regulars de Sant Agustí, circumstància que explica el gust romànic del seu temple. Després va ser pabordia de Sant Tomàs, subjecta al monestir de Santa Maria de Lladó; però per instàncies del Paborde Bisbe de Vic Cudina, i del Prelat de Barcelona, Jaume Caçador, el Papa Pius IV, per butlla de 30 d'agost de 1560, la va convertir en escola de franciscans. El fundador Caçador, fill de Vic, i els seus nebots van caminar llargs en els donatius per al millorament d'aquesta casa, fins llavors rudimentària, i amb ells el 1561 es construí la sagristia, el cor, amb cadires de noguera, les capelles amb els seus retaules, «fent-los pintar per un Pare carmelita, excepte l'altar major que el va pintar Pablo Forcada, pintor barceloní». D'on resulta evidentment que els retaules de 1561 arribaren al 1814, però no els dies presents, ja que consistien en llenços, i avui en estàtues. «Passem a la nova forma que es va donar a les altres parts del Col·legi. Any 1561 ... es va començar a construir el dormitori, la cuina, el refectori, el de profundis, i es va concloure el 64. Que bé concorden aquestes dates amb l'esculpida a la porta de la trona del refectori. En 1566 es va construir el claustre que el 1814 veiem». En 1570 es va fer la porta principal, i així consecutivament es van anar aixecant altres dependències fins a 1578. Així va arribar tranquil·lament el col·legi als començaments del segle xix, governant la casa durant la invasió napoleònica, des de 1807, el Pare Antoni Baylina, les són les notícies de dalt, orador i poeta, lector jubilat i custodi que va ser de la província regular, i autor de moltes obres. Descriu el Pare Baylina els patiments i pèrdues de la terrible lluita del temps de Napoleó. Després de la qual cosa continua en un altre article el mateix Prelat: «Encara l'enemic no havia repassat al Pirineu, i ja el P. Guardià va determinar reparar el Col·legi començant per l'Església. Com ho tenia meditat, així ho va executar, tot i el contrari dictamen dels Domèstics i estranys». De la seva explicació es desprèn que va donar més llum al temple; que abans d'aquesta restauració no existien els altars de la nau al costat de l'Epístola que s'hi van construir; que les noves imatges dels altars van consistir en llenços pintats, representant els sants Antoni de Pàdua, Bonaventura, Bernadí de Siena, Joan de Capistrano i Salvador d'Horta, que la imatge del retaule major, que és una estàtua, va representar la Immaculada, i els col·laterals Sant Domènec i Sant Francesc d'Assís; que no va faltar tampoc capella per al famós Crucifix, que ja enmig d'un retaule que va cremar per obra dels francesos, no va patir ni un setge. A la restauració del temple i sagristia «seguir la del Col·legi a les seves oficines i cel·les, a tot el que gairebé s'ha donat fi joiós. Es va adornar el Claustre inferior amb els Retrats del fundador i altres... i amb un Via Crucis italià que devotament enamora ... Es va tancar amb maó claustre superior ... Es van proveir de mobles les oficines i cel·les. No es va oblidar la Llibreria; abans va ser un dels objectes predilectes. Entre les relíquies, doncs, que ens quedaven de l'antiga, es van afegir almenys cent volums d'obres escullidíssimes de totes classes ... Una cosa notable havia sobre la porta de la Llibreria, que també s'ha perdut un retrat molt antic del V. Escot, vestit de conventual.» «Finalment; s'ha delineat per un hàbil arquitecte anomenat Morató, un Pla general per rectificar i millorar en el possible la fàbrica del col·legi, i donar-li aquella bellesa, proporció i comoditat que és susceptible. Déu vulgui que pugui realitzar-se com més aviat millor». El col·legi i la seva horta estaven en poder del mateix orde franciscà en època de Barraquer; no les seues heretats, que van ser venudes per l'Estat. No ho habita comunitat de l'Ordre, però sí des de principis del segle xx el noviciat i estudiants dels religiosos camils per permissió dels franciscans.